# Besos mojados
«Besos mojados» es una canción del dúo de reguetón puertorriqueño Wisin & Yandel. Fue lanzado el 26 de mayo de 2009 a través de Machete Music y WY Records como la decimocuarta pista de su sexto álbum de estudio La revolución. La canción fue escrita por ambos artistas junto con los productores de la canción Luny Tunes. La canción alcanzó una elevada popularidad en Chile y Colombia cuando obtuvo una gran reproducción en estaciones de radios y clubes nocturnos.[cita requerida]

## Posicionamiento en listas
| Listas (2010)                               | Mejor posición |
| ------------------------------------------- | -------------- |
| Estados Unidos (Billboard Tropical Airplay) | 31             |

## Besos moja2
Una nueva versión de la canción titulada «Besos moja2» fue hecha por Wisin & Yandel junto con la cantante española Rosalía. Fue lanzada el 29 de septiembre de 2022 a través de Sony Music Latin como el tercer sencillo del décimo y último álbum de estudio de Wisin & Yandel La última misión. Fue escrita por los mismos compositores que la canción original junto con Rosalía y Los Legendarios, y producida por Luny Tunes, Los Legendarios y Noah Goldstein.